# مورسال قراييف
مورسال أبولفاز أغلو قراييف (بالأذرية: Mürsəl Qarayev) - جراح أذربيجاني، دكتور في العلوم الطبية، والجرّاح الرئيسي لوزارة الصحة بجمهورية أذربيجان الاشتراكية السوفيتية.

## حياته
ولد مورسال قراييف في محافظة فتمايي لباكو في 4 نوفمبر عام 1919، كان مدير قسم طب الأطفال بجامعة أذربيجان الطبية.
بعد دراسته في مدرسة رقم 23 في مدينة باكو إلتحق بجامعة أذربيجان الطبية فتخرج منها في 1942 في تخصص العلاج والوقاية.
في سنته الأخيرة بدأ حياته المهنية الجراحية كمساعد في قسم جراحة المستشفى، بعد التخرج من الجامعة بدأ مرسال قراييف خدمته العسكرية في 25 أغسطس عام 1942.
خدم مورسال قراييف في الكتيبة الصحية الطبية من أغسطس لعام 1943 إلى أكتوبر لعام 1945.
شارك مورسال قراييف في نوفوروسيسك، موزدوك، غروزني، جورجييفسك و كان قراييف طبيب في حروب كورسك أوبلاست.
قام قراييف بمهامه كجراح في مقاطعة باكو في 1959 و في وزارة الصحة بجمهورية أذربيجان الاشتراكية السوفيتية بين 1961-1964.
قام مورسال قراييف بأكثر من 5000 عمالية جراحية.
تم التكريم مورسال قراييف بمدالية "للنصر على ألمانيا في الحرب الوطنية العظمى 1941-1945.
كما حصل على مدالية "من أجل خدماته القتالية" و المدالية اليوبيل" الذكرى الخمسون للقوات المسلحة الاتحاد السوفيتي سابقا و وسام "النجمة الحمراء".

## الوفاة
توفى مورسال قراييف في 26 سبتمبر عام 1975 في مدينة باكو.

## ذكراه
في 4 نوفمبر 2019، إحتفلت جامعة أذربيجان الطبية بالذكرى المئوية لموت مرسال قراييف.